# Otto Schumann Gálvez
Otto Schumann Gálvez (11 de marzo de 1934 - 18 de marzo de 2015) fue un destacado lingüista guatemalteco de origen alemán, cuyas aportaciones al estudio de los idiomas de Mesoamérica, y especialmente al de las lenguas mayas, constituyen puntos de referencia ineludibles en la historia moderna de la lingüística en México.

## Biografía intelectual
Sus estudios primarios los hizo entre Escuintla y la ciudad de Guatemala. Luego se inscribió en la carrera de Historia en la Escuela Nacional de San Carlos, donde cursó dos años; ahí conoció a Silvia Rendón y a Barbro Dahlgren, dos etnólogas mexicanas, quienes lo convencieron para que viajara a México en 1960, año en el que comenzó sus estudios de Lingüística en la Escuela Nacional de Antropología e Historia.  Moisés Romero, lingüista yucateco, fue su maestro en el curso de Lingüística General, y quien lo encaminó al estudio de las lenguas mayas; con José Luis Lorenzo cursó Arqueología General y con Johanna Faulhaber Antropología Física. Como parte del tronco común, llevó con Wigberto Jiménez Moreno el concurrido curso de Historia Antigua de México. Ya como estudiante de la Escuela Nacional de Antropología e Historia obtuvo una beca del Instituto Lingüístico de Verano para realizar estudios en la Universidad de Oklahoma, donde llevó cursos con Kenneth Lee Pike, Velma Pickett y Eugene A. Nida, notables teóricos en las áreas de fonología y morfología. Con una tesis sobre la lengua xinca de Guazacapán, en Guatemala, realizó su examen de grado el dos de mayo de 1967, con el que obtuvo el título de Lingüista reconocido por la Universidad Nacional Autónoma de México como equivalente para el grado de Maestro en Ciencias Antropológicas. Su primer trabajo como docente lo hace en 1963 en calidad de ayudante de Moisés Romero, condición que mantiene hasta 1967. Desde 1967 hasta 1969, es profesor en el Departamento de Antropología de la Universidad Iberoamericana; en 1968 da clases en el departamento Historia de la Facultad de Filosofía y Letras, en la Universidad Nacional Autónoma de México. En 1967 ingresa como investigador en la Sección de Etnografía del Museo Nacional de Antropología. En 1969 es becado durante el verano en Universidad de São Paulo, en Brasil; en el verano de 1971 es nuevamente becado por el Instituto Lingüístico de Verano para asistir a los cursos de lingüística en la Universidad de Dakota del Norte, en Estados Unidos de América. Ingresó como investigador de tiempo completo al Centro de Estudios Mayas en 1968, donde permaneció hasta 1986, cuando un grupo de investigadores de dicha institución se cambió al Instituto de Investigaciones Antropológicas. Desde 1985 hasta 1991 fue Jefe del Departamento de Contenidos para la Población Indígena, en el Instituto Nacional de Educación para Adultos, donde supervisó, la producción de materiales, pedagógicos para diferentes regiones indígenas del país.  Posteriormente, en el período 2000-2003, es nombrado Coordinador en el Programa de Investigaciones Multidisciplinarias Sobre Mesoamérica y el Sureste de la Universidad Nacional Autónoma de México, con sede en San Cristóbal de Las Casas, Chiapas. Finalmente, en 2005, recibe el doctorado en Estudios Mesoamericanos por la Universidad de Hamburgo, Alemania, con una tesis sobre la morfología verbal del ch’orti’.

## Legado
En la obra de Otto Schumann Gálvez, no únicamente sobresale el tratamiento de distintas familias de lenguas mesoamericanas, sino también un claro enfoque del quehacer antropológico, en un esfuerzo constante por vincular la lingüística a otras disciplinas, como la historia, la etnografía, la arqueología, la educación e incluso la biología. Asimismo, como profesor en distintos programas tanto de la Escuela Nacional de Antropología e Historia, como de la Universidad Nacional Autónoma de México, contribuyó de manera fructífera a la formación de recursos humanos de alto nivel, principalmente en áreas de estudio avocadas al tratamiento de las lenguas y los grupos mayas.
En el periódico Mexicano La Jornada Miguel Vassallo y Ana Ortiz reportaron así  el fallecimiento de Schumann:
Ayer falleció Otto Schumann Gálvez, uno de los mayores conocedores de las lenguas mayas y de los pueblos que las hablan. Nació en Guatemala y era mexicano por adopción. Llegó para estudiar en la ENAH, y no pudo, ni quiso regresar a su patria por sus posiciones políticas y nexos familiares con destacados luchadores contra los gobiernos dictatoriales de ese país. Su gran conocimiento no sólo le venía de sus estudios de gabinete, sino de haber recorrido y vivido en y con los pueblos mayas. Tuvo grandes logros académicos, que no siempre le fueron reconocidos en su justa dimensión. Siendo sumamente simpático no siempre caía bien por su franqueza viperina para la crítica, que daba de frente y al viento, no importándole el estatus de las personas. Fue siempre un acérrimo crítico del canibalismo imperante en la academia y nos decía que no había que guardarse para sí mismo el conocimiento, las reflexiones y los temas, ya que una vida no alcanzaba para estudiar todo lo que había que aprender. Estamos ciertos de que la vida no le alcanzó, pues nunca se cansó de investigar y enseñar. Fue una buena persona, y en estos tiempos de oscuridad eso significa mucho. Generoso, goloso y sabio, su muerte es una gran pérdida y nos deja un enorme vacío y tristeza.
Al día siguiente el periodista y poeta Javier Molina publicó una nota sobre la Muerte del lingüista también en La Jornada. El artículo comienza dando datos generales sobre su vida, obra y actuar que son bastante conocidos pero arroja luz sobre la actitud intelectual de Schummann tan contraria a la de ciertos círculos académicos que a pesar de su sabiduría le otorgaron un trato inmerecido. Vale la pena recuperar un fragmento de dicho reportaje: "Su labor no se circunscribe sólo a la investigación, sino también a una fecunda docencia y divulgación, por lo cual recibió numerosos reconocimientos y homenajes, uno de ellos es el que le dedicó la Red Centroamericana de Antropología en su séptimo congreso realizado en esta ciudad en 2009 con el tema de La antropología en Centroamérica, reflexiones y Perspectivas. En esa ocasión uno de sus alumnos, Jorge Ramón González Ponciano, investigador del Centro de Estudios Mayas y del Instituto de Investigaciones Filolológicas de la UNAM, presentó la ponencia titulada Otto Schumann y el saber como generosidad, donde recuerda que conoció al maestro en la ciudad de Guatemala, “justo cuando apenas el ejército iniciaba el desmantelamiento de los frentes urbanos de la guerrilla y las campañas de tierra arrasada en el interior del país. "Otto pertenece a esa vieja escuela agredida durante décadas recientes por el productivismo neoliberal de la academia al servicio del lucro, la meritocracia y el engreimiento. El entusiasmo por celebrar la obra del maestro nos permite ahora agradecer sus décadas de instrucciones, la generosa forma de compartir sus conocimientos, la elegante sencillez de su erudución etnográfica, su pesar y abrumamiento por la extinción de las lenguas; su visión desmitificadora del mundo indígena y de todos los mundos, y su acuciosa ilustración siempre abierta y sobre la marcha, siempre en el fluir emocional de la sociedad, y de la necesidad de recobrar la civilidad que permite la construcción de nuevas sensibilidades y el avance de los derechos ciudadanos, concluyó. 

### Artículos
Schumann Gálvez, Otto, "Las lenguas cholanas", Memorias del VI Encuentro Internacional de Lingüística en el Noroeste, Eds. Zarina Estrada Fernández y Rosa María Ortiz Ciscomani. Universidad de Sonora, Hermosillo, 2002, t.2, pp. 151-163.
Schumann Gálvez, Otto, "Movimientos lingüísticos en el norte de México", Nómadas y Sedentarios en el norte de México, Homenaje a Beatriz Branif, Eds. Marie-Areti Hers, José Luis Mirafuentes, María de los Dolores Soto y Miguel Vallebueno. Instituto de Investigaciones Antropológicas-Instituto de Investigaciones Estéticas-Instituto de Investigaciones Históricas-Universidad Nacional Autónoma de México, México, 2000, pp. 169-174.
Schumann Gálvez, Otto, "La literatura en lenguas mayas actuales", Estudios de lengua y cultura amerindias II. Lenguas, literaturas y medios. Actas de las IV Jornadas Internacionales de Lengua y Cultura Amerindias, 17-20 de noviembre de 1997. Eds. Julio Calvo Pérez y Daniel Jorques Jiménez. Universidad de Valencia, Valencia, 1997.
Schumann Gálvez, Otto, "La formación extramuros de los lingüistas", La historia de la antropología en México: fuentes y transmisión, Ed. Carlos García Mora. Universidad Iberoamericana-Plaza y Valdés, México, 1996, pp. 291-298.
Schumann Gálvez, Otto, "Aspectos generales del sistema verbal en las lenguas mayas", Sociedad Española de Estudios Mayas, 1993, núm. 2, 443-455.
Schumann Gálvez, Otto, "Las lenguas mayas actuales, ubicación y procesos que las afectan", Sociedad Española de Estudios Mayas, 1993, núm. 2, 457-466.
Schumann Gálvez, Otto, "Los clasificadores nominales en el ch´ol (su función catafórica)", Anuario 1993 del Centro de Estudios Indígenas. Universidad Autónoma de Chiapas, San Cristóbal de Las Casas, 1993, pp. 285-303.
Schumann Gálvez, Otto, "La negociación en las lenguas mayas", Estudios de Lingüística Amerindia. Ed. Francisco Raga. Universitát de València, Valencia, 1992, pp. 131-139.
Schumann Gálvez, Otto, "El evidencial en lenguas mayas", Anales de Antropología, 1988, núm. 25, 373-381.
Schumann Gálvez, Otto, "La tagmémica", La antropología en México. Panorama histórico. Coord. Carlos García Mora. Instituto Nacional de Antropología e Historia, México, 1988, t.6, pp. 53-62. 
Schumann Gálvez, Otto, "Préstamos del náhuatl al español hablado en el sur de Guatemala", Anuario de Letras, 1987, núm. 25, 457-461.
Schumann Gálvez, Otto, "Los reverenciales en las lenguas mayas", Estudios de Cultura Maya, 1986, núm. 16, 295-304.
Schumann Gálvez, Otto, "La relación lingüística chuj-tojolabal", Los legítimos hombres. Aproximación antropológica al grupo tojolabal. Ed. Mario Humberto Ruz. Universidad Nacional Autónoma de México, México, 1981, t.1, pp. 129-170. 
Schumann Gálvez, Otto, "Consideraciones sobre el idioma chontal de Tabasco", Estudios preliminares sobre los mayas de las Tierras Bajas Noroccidentales. Universidad Nacional Autónoma de México, México, 1978, pp. 91-105.
Schumann Gálvez, Otto, "Notas sobre numerales y el plural en el quiché de Sajcabajá", Estudios de Cultura Maya, 1976-1977, núm. 10, 243-252.
Schumann Gálvez, Otto, "Observaciones sobre mayas itzaes y mayas mopanes", Las fronteras de Mesoamérica. Memorias de la XIV Mesa Redonda de la Sociedad Mexicana de Antropología. Sociedad Mexicana de Antropología, México, 1976, vol. 1, pp. 361-366. 
Schumann Gálvez, Otto, "Evaluación de la lingüística en México", Antropología física, lingüística, códices. Memorias de la XIII Mesa Redonda de la Sociedad Mexicana de Antropología, Sociedad Mexicana de Antropología, México, 1975, pp. 125-136. 
Schumann Gálvez, Otto, "Notas sobre la lengua ocuilteca y sus relaciones", Teotenango: el antiguo lugar de la muralla; memoria de las excavaciones arqueológicas. Ed. Román Piña Chan. Gobierno del Estado de México, México, 1975, vol. 2, pp. 527-539.
Schumann Gálvez, Otto, "Los pocomes y sus vecinos", Estudios de Cultura Maya, 1973, núm. 9, 313-320. 
Schumann Gálvez, Otto, "La posición del tojolabal en la familia maya", Boletín Informativo de Escritura Maya, 1970, núm. 4, 4-9.

### Libros
Schumann Gálvez, Otto, Xinca de Guazacapán, Tesis de Licenciatura y Maestría, ENAH, México, 1967. pp. 140.
Schumann Gálvez, Otto, Descripción estructural del maya itzá del Petén, Universidad Nacional Autónoma de México, México, 1971. pp. 133
Schumann Gálvez, Otto, La lengua chol de Tila (Chiapas), Universidad Nacional Autónoma de México, México, 1973. 114
Schumann Gálvez, Otto, Aproximación a las lenguas mayas, Instituto Nacional de Antropología e Historia-Seminario Permanente de Estudios México-Guatemala, cuaderno de trabajo 6, México, 1990. pp. 75
Schumann Gálvez, Otto, Introducción al maya mopán, Instituto de Investigaciones Antropológicas-Universidad Nacional Autónoma de México, México, 1997. pp. 289
Schumann Gálvez, Otto, Introducción al maya itzá, Instituto de Investigaciones Antropológicas-Universidad Nacional Autónoma de México, México, 2000. pp. 192
Schumann Gálvez, Otto, Introducción a la morfología verbal del chortí, Academic Publishers, Austria, 2007. pp. 267 
Schumann Gálvez, Otto, Introducción al chontal de Tabasco, Instituto de Investigaciones Antropológicas – Programa de Investigaciones Multidisciplinarias sobre Mesoamérica y el Sureste-Universidad Nacional Autónoma de México,  México, 2012.